# Samuel R. Delany
Samuel Ray Delany, Jr. (n. 1 aprilie 1942, New York City, New York, SUA), cunoscut și ca „Chip”, este un autor american, profesor și critic literar. Lucrările sale includ numeroase romane, multe în genul științifico-fantastic.
Printre romanele sale științifico-fantastice se numără Babel-17, The Einstein Intersection (câștigătoare ale premiului Nebula în 1966, respectiv în 1967), Nova, Dhalgren  și seria Return to Nevèrÿon.

## Lucrări scrise

### Romane
- The Jewels of Aptor, 1962
- Captives of the Flame, 1963
- The Towers of Toron, 1964
- City of a Thousand Suns, 1965
- The Ballad of Beta-2, 1965
- Empire Star, 1966
- Babel-17, 1966
- The Einstein Intersection, 1967
  - ro.: Intersecția Einstein, 1995, Editura Pygmalion, colecția Cyborg, traducere de Radu Comănescu.[16]
- Nova, 1968
  - ro.: Nova, mai 2017, editura Paladin,  colecția Science-fiction, traducere de Horia Cocoș[17]
- The Tides of Lust, 1973
- Dhalgren, 1975
- Triton, 1976
- Empire, 1978
- Stars in My Pocket Like Grains of Sand, 1984
- They Fly at Çiron, 1993
- The Mad Man, 1994
- Hogg, 1995
- Phallos, 2004
- Dark Reflections, 2007
- Through the Valley of the Nest of Spiders, 2012
- The Atheist in the Attic, 2018

### SeriaReturn to Nevèrÿon
- Tales of Nevèrÿon, 1979
- Neveryóna, 1983
- Flight from Nevèrÿon, 1985
- The Bridge of Lost Desire, 1987

## Vezi și
- Listă de scriitori de literatură științifico-fantastică